# Кирилловка (Пензенская область)
Кирилловка — село в Башмаковском районе Пензенской области России. Входит в состав Липовского сельсовета.

## География
Расположено в 30 км к северо-западу от районного центра посёлка Башмаково.

## Население
| 1862 | 1877 | 1881 | 1897 | 1913 | 1926  | 1934  |
| ---- | ---- | ---- | ---- | ---- | ----- | ----- |
| 599  | ↗740 | ↘729 | →729 | ↗933 | ↗1011 | ↗1380 |
| 1959 | 1979 | 1989 | 1996 | 2002 | 2010  |       |
| ↘536 | ↘384 | ↗399 | ↗410 | ↘346 | ↘248  |       |

## История
Основано в 1-й половине XIX в. на землях К. А. Нарышкина. С 1955 г. по 2010 г. центр одноименного сельсовета. С 1980-х годов в селе располагалась центральная усадьба совхоза «Ульяновский».

## Уроженцы
- А. Ф. Конкина — советская шоссейная велогонщица, заслуженный мастер спорта.